# Żegluga Ostródzko-Elbląska
Żegluga Ostródzko-Elbląska Sp. z o.o. (do 2011 roku Zakład Komunikacji Miejskiej) – przedsiębiorstwo będące jednostką budżetową miasta organizujące rejsy statkami po Kanale Elbląskim oraz przewozy miejską komunikacją zbiorową w Ostródzie. Spółka oferuje również usługi transportowe autokarami turystycznymi, sprzedaż paliw oraz prowadzi myjnię dla autobusów.

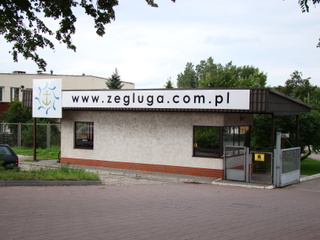
ul. Grunwaldzka 49

## Historia

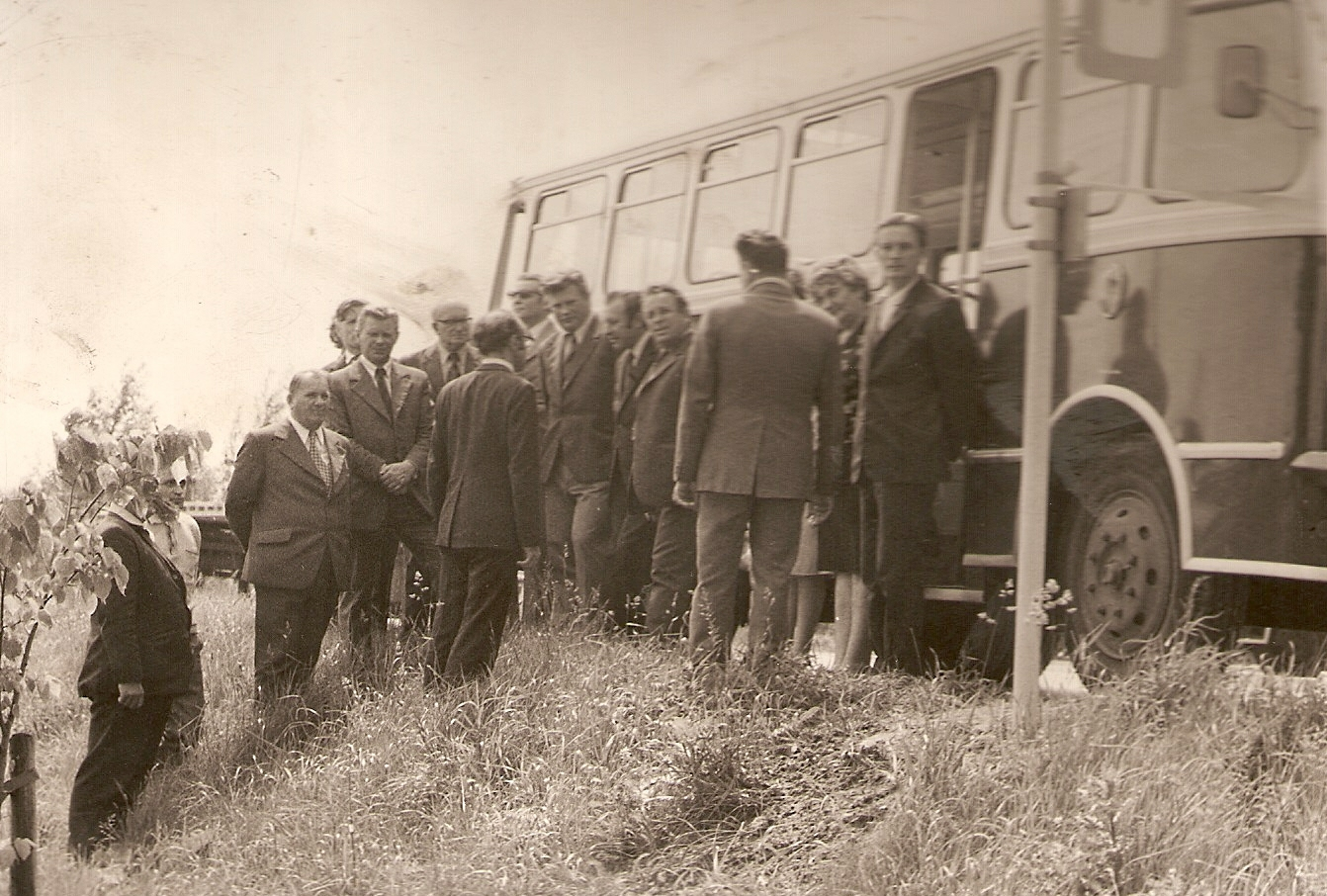
Uroczystość otwarcia pierwszej linii

Pierwsze próby uruchomienia komunikacji miejskiej zostały podjęte na przełomie lat 1959/60. W tym celu został zakupiony z demobilu autobus Chausson. W ciągu kolejnych dwóch lat autobus stał odstawiony czekając na remont. Z racji iż jeden autobus nie byłby w stanie zapewnić transportu pracowników do pracy jednocześnie z kilku kierunków o pomoc poproszony został miejscowy PKS, który uruchomił kilka kursów z Warlit Wielkich i osiedla Plebiscytowego.
W roku 1973 pod przewodnictwem profesora doktora Jana Podolskiego wykonano „studium komunikacji miejskiej dla miasta Ostróda”. W tym samym roku została powołana komisja do organizowania i uruchomienia transportu miejskiego. Do zadań komisji należało ustalenie przebiegu linii, wyznaczenie zatok i przystanków, przygotowanie planu postojowego oraz przyjęcie do pracy kierowców. Rok później Ostróda otrzymała pięć autobusów San.
Uchwałą Miejskiej Rady Narodowej z dnia 21 maja 1974 roku został powołany Zakład Komunikacji Miejskiej przy Powiatowym Przedsiębiorstwie Gospodarki Komunalnej i Mieszkaniowej. W uchwale ustalono liczbę tras oraz cenę biletów, która wynosiła 2 zł. Pierwsze autobusy na ulicę miasta wyjechały 17 czerwca 1974 roku. Głównym zadaniem zakładu w tym okresie był dowóz pracowników na budowę Zakładów Mięsnych w Morlinach.
Od 1 lipca 1975 roku w związku z reorganizacją administracji państwowej ZKM przeszedł z PPGKiM do Wojewódzkiego Przedsiębiorstwa Komunikacji Miejskiej w Olsztynie. W październiku 1976 z WPKM zakład otrzymał autobus Autosan typu międzymiastowego. Rok później na stan doszły kolejne trzy autobusy.
W 1984 po blisko czterech latach prac do użytku została oddana nowa zajezdnia autobusowa przy ul. Grunwaldzkiej. W tym samym czasie wycofano przestarzałe autobusy Jelcz 272 MEX i dwa Autosany. W ich miejsce przyszły z WPKM autobusy po naprawie głównej.
O popularności komunikacji miejskiej mogą świadczyć liczby przewozów pasażerów z lat:
- 1974 – 506 tys. pasażerów
- 1975 – 960 tys.
- 1980 – 3,35 mln
- 1983 – 4,5 mln

W latach kolejnych kontynuowano rozbudowę zajezdni. Utwardzono plac postojowy, wybudowano magazyny oraz stację paliw.
31 grudnia 1991 roku likwidacji zostało poddane PKM w Ostródzie, w którego miejsce utworzono miejski zakład budżetowy pod nazwą „Zakład Komunikacji Miejskiej w Ostródzie” z siedzibą w Ostródzie, który przejął wszelkie aktywa i pasywa likwidowanego przedsiębiorstwa.
W roku 1999 ZKM zakupił nowy autobus Jelcz 120M. Kolejnym nowym autobusem klasy mini była kupiona w 2002 roku Kapena Thesi City. Począwszy od 2004 roku zakład zezłomował stare Jelcze PR110, zastępując je młodszymi autobusami marek MAN i Neoplan. Pojazdy marki Jelcz zostały całkowicie zezłomowane.
We wrześniu 2006 w wypadku samochodowym zginął wieloletni dyrektor ZKM Waldemar Nalewajko.
Z dniem 1 stycznia 2011 roku na bazie zlikwidowanego w celu przekształcenia Zakładu Komunikacji Miejskiej powstała Żegluga Ostródzko – Elbląska Sp. z o.o., która przejęła mienie ruchome, środki pieniężne, należności i zobowiązania likwidowanego zakładu.
Prezesem zarządu spółki wyłonionym w konkursie został Waldemar Graczyk, który to został odwołany przez Radę Nadzorczą w dniu 12.11.2012.

## Strefy i rodzaje biletów
Obecnie istnieją dwie strefy – miejska oraz podmiejska. W roku 2009 część przystanków znajdujących się w I strefie podmiejskiej (do 10 km od granic miasta) zostało przyłączonych do strefy miejskiej, natomiast pozostałe wraz z wówczas istniejącą II strefą podmiejską (powyżej 10 km od granic miasta) utworzyły obowiązującą dziś strefę podmiejską.
W lutym 2001 roku zaczęły obowiązywać bilety jednokrotnego kasowania które zastąpiły bilety dwukrotnego kasowania. Bilety dostępne są w sprzedaży w kioskach, sklepach spożywczych oraz u kierowców.
Z dniem 1.02.2012 zgodnie z Uchwałą Nr XV/81/2011 obowiązują nowe ceny biletów w strefie miejskiej oraz nowe zasady korzystania z ulg.
Od 1.07.2018 zgodnie z Uchwałą Nr XLV/335/2018 zaczęły obowiązywać nowe rodzaje biletów oraz ceny. Bilety jednorazowe zostały zastąpione biletami czasowymi umożliwiającymi wykonywanie przesiadek w określonym czasie od momentu skasowania biletu. Znacząco zostały obniżone ceny biletów miesięcznych sieciowych, bilet tygodniowy liniowy zastąpiono tygodniowym sieciowym.
28 lutego 2020 wprowadzono bezpłatne przejazdy dla dzieci w wieku do ukończenia 7 roku życia, dzieci i młodzieży uczęszczającej do szkół specjalnych, a także ich opiekunowie, uczniów dziennych szkół podstawowych i ponadpodstawowych oraz realizujących obowiązek nauki w placówkach oświatowo - wychowawczych.

## Tabor

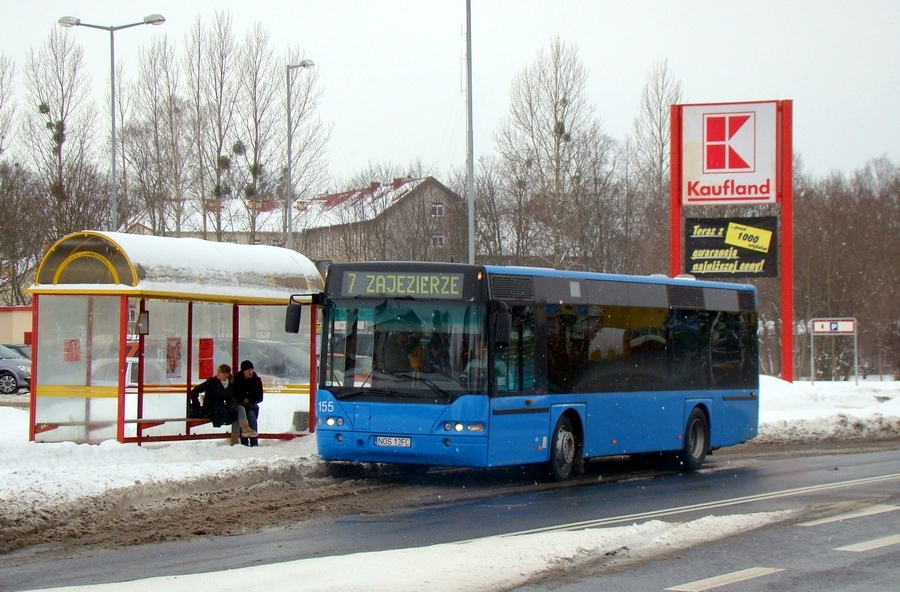
Neoplan N4411 #155

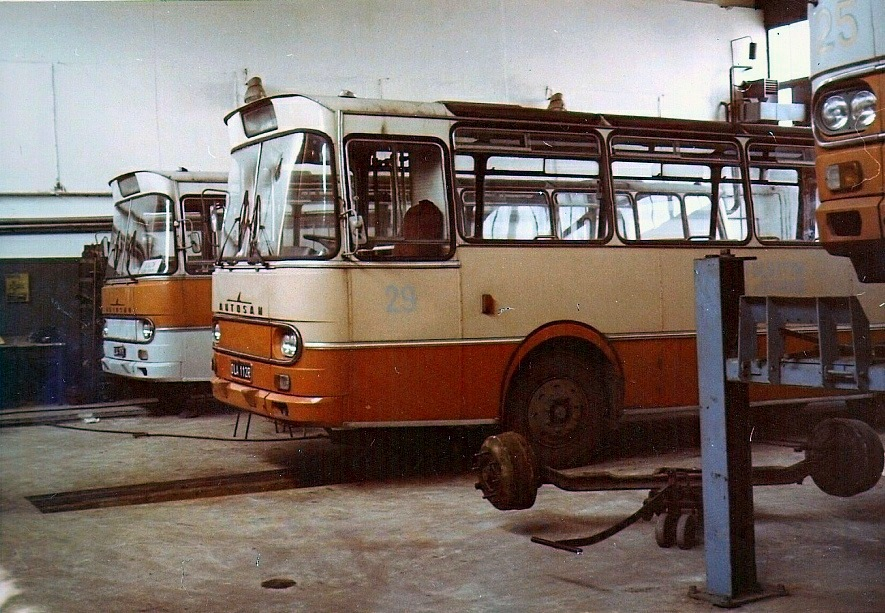
Autosan H9-35

### Miejskie
Żegluga dysponuje 15 autobusami miejskimi, z czego zdecydowaną większość stanowi marka MAN, a firma posiada następujące modele:
- MAN EL283
- MAN NL 223
- MAN NM 223
- MAN NM xx2
- MAN 12.220 HOCL-NL / UNVI Urbis 2.4

Pozostałe pojazdy to:
- Neoplan N4411
- Mercedes Sprinter 519CDI / AutoCuby City
- Solaris Urbino 12
- Solaris 8,9 LE electric

### Turystyczne
- 1x Irizar Century
- 1x Irizar Century 6x2
- 1x Mercedes Sprinter 519 CDI

### Dawniej
- Autosan H10-11
- Autosan H9-35
- Jelcz L11
- Jelcz PR110U
- Jelcz 272 MEX
- Jelcz 120M
- San H100
- Ikarus 280.26 (pogotowie techniczne)
- Kapena Thesi City

## Trasy komunikacyjne
Obecnie na terenie miasta i okolic funkcjonuje 9 linii autobusowych. Linie 1-4, 6,7, 9, 11 uruchamiane są od poniedziałku do piątku. W soboty i niedzielę oraz w święta uruchamiane są linie 1, 3 oraz 12. W okresie 7.09. - 10.10 2019 z powodu sporu dotyczącego finansowania kursów podmiejskich zostały one zawieszone.  
Miejsca pogrubione to przystanki końcowe (pętle) / kursywą zostały oznaczone warianty. 

### Linie powszednie
| Linia | Kierunek / Przebieg trasy | Kierunek / Przebieg trasy |
| ----- | --- | --- |
| 1     | Składowa ŻOE → Wzgórze św. Franciszka z Asyżu | Wzgórze św. Franciszka z Asyżu → Składowa ŻOE |
| 1     | - Idzbark - Worniny - Górka - Expo Arena - Składowa ŻOE - Grunwaldzka • ZKM • Komenda policji • Biedronka • Ośrodek • Kopernika - Czarnieckiego • pasaż - Jana Pawła II - 11 Listopada • PKP • WSO • Jaracza - Lubawska - Morliny - Jaracza - Wzgórze św. Francikisza z Asyżu | - Morliny - Lubawska - Wzgórze św. Franciszka z Asyżu - 11 Listopada • przepomownia • WSO • PKP - Jana Pawła II - Grunwaldzka • Czarnieckiego • Kopernika • Warmińska • Kaufland - Składowa ŻOE - ZNMR - Expo Arena - Górka - Worniny - Idzbark |
| 2     | Kajkowo → Wzgórze św. Franciszka z Asyżu | Wzgórze św. Franciszka z Asyżu → Kajkowo |
| 2     | - Polna - Świetlińska - Kajkowo - Czarnieckiego • Kętrzyńskiego - Chrobrego • Chrobrego I • Zawiszy Czarnego • kościół • przedszkole - Czarnieckiego • blaszak • pasaż - Jana Pawła II - 11 Listopada • PKP • WSO • Jaracza - Lubawska - Morliny - Jaracza - Wzgórze św. Franciszka z Asyżu                                                                                                 | - Morliny - Lubawska - Wzgórze św. Franciszka z Asyżu - 11 Listopada • przepompownia • WSO • PKP - Jana Pawła II - Czarnieckiego • przychodnia lekarska • Białe Koszary • Kętrzyńskiego - Kajkowo - Świetlińska - Polna |
| 3     | Nad Jarem → Andersa | Andersa → Nad Jarem |
| 3     | - Składowa ŻOE - Chrobrego • cmentarz • kościół • przedszkole - 21 Stycznia • Sikorskiego • SP1 - Nad Jarem - 21 Stycznia • Stępowskiego • Chopina - Czarnieckiego • blaszak • pasaż - Jana Pawła II - 11 Listopada • PKP - Mickiewicza • kładka • zamek - Olsztyńska • MOPS • winiarnia • Przemysłowa • cmentarz - Plebiscytowa • cmentarz - Łódzka - Plebiscytowa • klon • SP 5 - Andersa | - Andersa - Plebiscytowa • Kochanowskiego • klon • cmentarz - Olsztyńska • cmentarz • Przemysłowa • Gizewiusza • SP2 - Mickiewicza • poczta - Słowackiego • PKP - 11 Listopada • sumik - Jana Pawła II - Czarnieckiego • przychodnia lekarska • Białe Koszary - 21 Stycznia • Sikorskiego • SP1 - Nad Jarem - 21 Stycznia • Stępowskiego • Chopina - Chrobrego • Chrobrego I • Zawiszy Czarnego • cmentarz - Składowa ŻOE                                   |
| 4     | Chrobrego → Andersa | Andersa → Chrobrego |
| 4     | - Składowa ŻOE - Chrobrego • cmentarz - Chrobrego • Piastowska • przedszkole - Czarnieckiego • blaszak • pasaż - Mickiewicza • kładka • Urząd Miasta - Olsztyńska • Urząd Skarbowy • Netto • Przemysłowa • cmentarz - Plebiscytowa • cmentarz - Łódzka - Plebiscytowa • klon • SP5 - Andersa                                                                                                | - Andersa - Plebiscytowa • Kochanowskiego - Łódzka - Plebiscytowa • klon • cmentarz - Olsztyńska • cmentarz • Przemysłowa • Gizewiusza • SP2 - Mickiewicza • poczta - 11 Listopada • sumik - Pieniężnego - 21 Stycznia • Chopina → Chrobrego I - Jana Pawła II - Czarnieckiego • przychodnia lekarska • Białe Koszary - Chrobrego • Chrobrego I • Zawiszy Czarnego - Chrobrego • cmentarz - Składowa ŻOE                                                    |
| 6     | Składowa ŻOE → Graniczna | Parkowa → Składowa ŻOE |
| 6     | - Składowa ŻOE - Grunwaldzka • lecznica • biedronka • ośrodek • Kopernika - Czarnieckiego • pasaż - Jana Pawał II - 11 Listopada • PKP - Mickiewicza • kładka • zamek • SMS - Szosa Elbląska • śluza • działki - Parkowa • krzyż • orlik - Graniczna | - Parkowa - Graniczna - Partyzantów - Szosa Elbląska • Mrongowiusza - Mickiewicza • młyn • poczta - Słowackiego • PKP - 11 Listopada • sumik - Jana Pawła II - Grunwaldzka • Czarnieckiego • Kopernika • Warmińska • Kaufland - Składowa ŻOE |
| 7     | Składowa ŻOE → Naftomax | Naftomax → Składowa ŻOE |
| 7     | - Składowa ŻOE - Grunwaldzka • lecznica • biedronka • ośrodek • Kopernika - Czarnieckiego • pasaż - Jana Pawła II - 11 Listopada • PKP • WSO • Jaracza • baza PKP - Naftomax | - Naftomax - 11 Listopada • baza PKP • przepomownia • WSO • PKP - Jana Pawła II - Grunwaldzka • Czarnieckiego • Kopernika • Warmińska • Kaufland - Składowa ŻOE |
| 9     | Nad Jarem → Graniczna | Parkowa → Nad Jarem |
| 9     | - Nad Jarem - 21 Stycznia • Stępowskiego • Chopina - Czarnieckiego • blaszak • pasaż - Mickiewicza • kładka • zamek • SMS - 3 Maja • nż • stadion - Parkowa • Świerkowa • orlkik • krzyż - Graniczna | - Parkowa • orlik • krzyż Graniczna -Parkowa • Świerkowa - 3 Maja • stadion • nż - Mickiewicza • młyn • poczta - 11 Listopada - sumik - Pieniężnego do 21 Stycznia SP1 - Jana Pawła II - Czarnieckiego • przychodnia lekarska • Białe Koszary - 21 Stycznia • nż • SP 1 - Nad Jarem |
| 11    | Nad Jarem → Wzgórze św. Franciszka z Asyżu | Wzgórze św. Franciszka z Asyżu → Nad Jarem |
| 11    | - Składowa ŻOE - Chrobrego • cmentarz • Piastowska • przedszkole - 21 Stycznia • Sikorskiego • SP1 - Nad Jarem - 21 Stycznia • Stępowskiego • Chopina - Chrobrego • Chrobrego I • Zawiszy Czarnego • Piastowska • przedszkole - Czarnieckiego • blaszak • pasaż - Jana Pawła II - 11 Listopada • PKP • WSO • Jaracza - 11 Listopada • Baza PKP - Naftomax - Wzgórze św. Franciszka z Asyżu  | - Naftomax - 11 Listopada • baza PKP - Wzgórze św. Franciszka z Asyżu - 11 Listopada • przepompownia • WSO • PKP - Jana Pawła II - Czarnieckiego • przychodnia lekarska • Białe Koszary - Chrobrego • Chrobrego I • Zawiszy Czarnego • Piastowska • przedszkole - Czarnieckiego • Kętrzyńskiego - 21 Stycznia • Sikorskiego • SP1 - Nad Jarem - 21 Stycznia • Stępowskiego • Chopina - Chrobrego • Chrobrego I • Zawiszy Czarnego • cmentarz • Składowa ŻOE |

### Linie świąteczne
| Linia | Przebieg linii (ulice i ważniejsze miejsca) |
| ----- | --- |
| 1     | - wariant – Idzbark - wariant – Górka - ŻOE – Zajezierze - ul. Grunwaldzka - ul. Czarnieckiego – Pasaż - ul. Jana Pawła II - ul. 11 Listopada: - Dworzec PKP - DEC - Wzgórze św. Franciszka z Asyżu, lub: - wariant – Morliny - wariant – Tyrowo - wariant – przez Morliny |
| 1     | - wariant – Tyrowo - wariant – Morliny - wariant – Wzgórze św. Franciszka z Asyżu - 11 Listopada - Jana Pawła II - Czarnieckiego - Grunwaldzka - ŻOE Zajezierze - wariant – Górka - wariant – Idzbark                                                                      |
| 3     | - wariant – Warlity Wielkie - Międzylesie - ul. Plebiscytowa - wariant – Cmentarz - ul. Olsztyńska - ul. Mickiewicza - ul. 11 Listopada - ul. Jana Pawła II - ul. Czarnieckiego - ul. Grunwaldzka - ul. Chrobrego - ul. 21 Stycznia - Osiedle Nad Jarem                    |
| 3     | - Osiedle Nad Jarem - ul. 21 Stycznia - ul. Chrobrego - ul. Grunwaldzka - ul. Czarnieckiego - Mickiewicza - ul. Olsztyńska - wariant – Cmentarz - ul. Plebiscytowa - Międzylesie - wariant – Warlity Wielkie                                                               |
| 12    | - wariant – Polna - Kajkowo - ul. Czarnieckiego - ul. Jana Pawła II - 11 Listopada – pętla – wieża ciśnień - ul. Mickiewicza - wariant – ul. 3 Maja - ul. Parkowa - Wałdowo - wariant – ul. Szosa Elbląska - ul. Parkowa - ul. Graniczna - Wałdowo                         |
| 12    | - Wałdowo - wariant – ul. Parkowa - ul. 3 Maja - wariant – ul. Graniczna - ul. Parkowa - ul. Szosa Elbląska - ul. Mickiewicza - ul. 11 Listopada - Sumik - Pętla – wieża ciśnień - ul. Jana Pawła II - ul. Czarnieckiego - Kajkowo - wariant – Polna                       |

### Linie dawniej, objazdy
- 2H Kajkowo – Czarnieckiego – Jana Pawła II – Pieniężnego – Dworzec PKP – 11 Listopada – Lubawska – Ornowo – Brzydowo – Kraplewo – Lichtajny – Kajkowo – zawieszona 11.01.2010
- 3 Warlity Wielkie - Kolonia Zwierzewo (obecnie Międzylesie) - Plebiscytowa - Olsztyńska - Mickiewicza - Słowackiego PKP - Obrońców Stalingradu (obecnie 11 Listopada) - Jaracza - Osiedle Młodych (obecnie Wzgórze św. Franciszka z Asyżu) - linia kursująca do początku lat '90 XX w.
- 3 Warlity Wielkie - Międzylesie- Plebiscytowa - Olsztyńska - Mickiewicza - Słowackiego PKP
- 3 Wałdowo - Graniczna - Parkowa - Partyzantów - Szosa Elbląska - Mickiewicza - Słowackiego PKP - Mickiewicza - Olsztyńska - Plebiscytowa - Międzylesie - Osiedle Leśne - Warlity Wielkie - linia kursująca do 28 czerwca 2013.

- 4 Polmozbyt - Grunwaldzka - Jagiełły - Lubawska Morliny
- 5 Morliny - Lubawska - Obrońców Stalingradu (11 Listopada) - Pieniężnego - Jagiełły - Grunwaldzka - Chrobrego - Czarnieckiego - 1 Maja (obecnie Jana Pawła II) - Obrońców Stalingradu - Lubawska - Morliny - linia kursująca do początku lat '90 XX w.
- 5 Chrobrego – Czarnieckiego – Jana Pawła II – Pieniężnego – Dworzec PKP – 11 Listopada – oczyszczalnia ścieków – Tyrowo – Wirwajdy – Turznica – Reszki – zawieszona 11.01.2010
- 6 Polmozbyt - Grunwaldzka - Świerczewskiego (obecnie Drwęcka) - Olsztyńska - Mickiewicza - Słowackiego PKP - Mickiewicza - Szosa Elbląska - Partyzantów - Wałdowo - linia kursująca do początku lat '90 XX w.
- 6D Idzbark – Górka – Ostróda – Zajezierze – Grunwaldzka – Jagiełły – 11 Listopada – Dworzec PKP – Pieniężnego – Jana Pawła II – Czarnieckiego – Grunwaldzka – Zajezierze – 1 kurs dziennie – zawieszona 11.01.2010
- 7 Tyrowo - Obrońców Stalingradu (11 Listopada) - 1 Maja (Jana Pawła II) - Czarnieckiego - Grunwaldzka - Górka - Idzbark - linia kursująca do początku lat '90 XX w.
- 8 Osiedle Nad Jarem - 21 Stycznia - Czarnieckiego - Słowackiego PKP - Mickiewicza - Szosa Elbląska - Miłomłyn - Liwa - zlikwidowana w II połowie lat '90 XX w.
- 9 os. Nad Jarem – 21 Stycznia – Czarnieckiego – Kopernika – Drwęcka – Olsztyńska – Mickiewicza – Szosa Elbląska – Partyzantów – Parkowa – Graniczna – Wałdowo – zmiana na obecną trasę w 2005 roku
- 10 Zajezierze – Grunwaldzka – Czarnieckiego – Jana Pawła II – Pieniężnego – Dworzec PKP – 11 Listopada – oczyszczalnia ścieków – Tyrowo – Wirwajdy – Turznica – Samborowo – 2 kursy dziennie w dni nauki – zawieszona 1.09.2011
- 12 Osiedle Nad Jarem - 21 Stycznia - Chrobrego - Grunwaldzka - Czarnieckiego - Mickiewicza - Wałdowo lub wariat Międzylesie
- Ostróda - Łukta - linia kursująca przez krótki okres najprawdopodobniej w 1998 roku
- Grabin - Ostrowin - Szyldak - Durąg - kursy szkolne

## Żegluga
Statki żeglugi śródlądowej od maja do września codziennie wyruszają w podróż po Kanale Elbląskim, Jeziorze Drwęckim, Jeziorze Pauzeńskim oraz do Starych Jabłonek.
Po zakończeniu remontu Kanału Elbląskiego spółka nie realizuje już rejsów na całej trasie z Ostródy do Elbląga lub z powrotem. Można popłynąć wybranymi odcinkami Kanału Elbląskiego – z Elbląga do Buczyńca (z przejściem przez pięć pochylni) lub z Ostródy do Miłomłyna (z przejściem przez dwie śluzy).
Żegluga uruchamiała również rejsy po Nogacie w kierunku śluzy Biała Góra oraz na trasie Malbork – Elbląg. W Malborku przystań znajdowała się w pobliżu zamku.
W swojej flocie żegluga posiada 8 statków pasażerskich.

## Sport i rekreacja
W czerwcu 2011 roku Żegluga została operatorem zbudowanego w Ostródzie kompleksu sportowo-rekreacyjnego, w którego skład wchodzi m.in. stadion z podgrzewaną murawą, boiskiem bocznym ze sztuczna murawą, oświetleniem płyt boisk, trybunami na 5000 widzów częściowo zadaszonymi, całorocznym sztucznym lodowiskiem; ponadto Park Collisa z placami zabaw, boiska. Z zarządzania obiektem spółka zrezygnowała w czerwcu 2012 roku.